# E3 2017

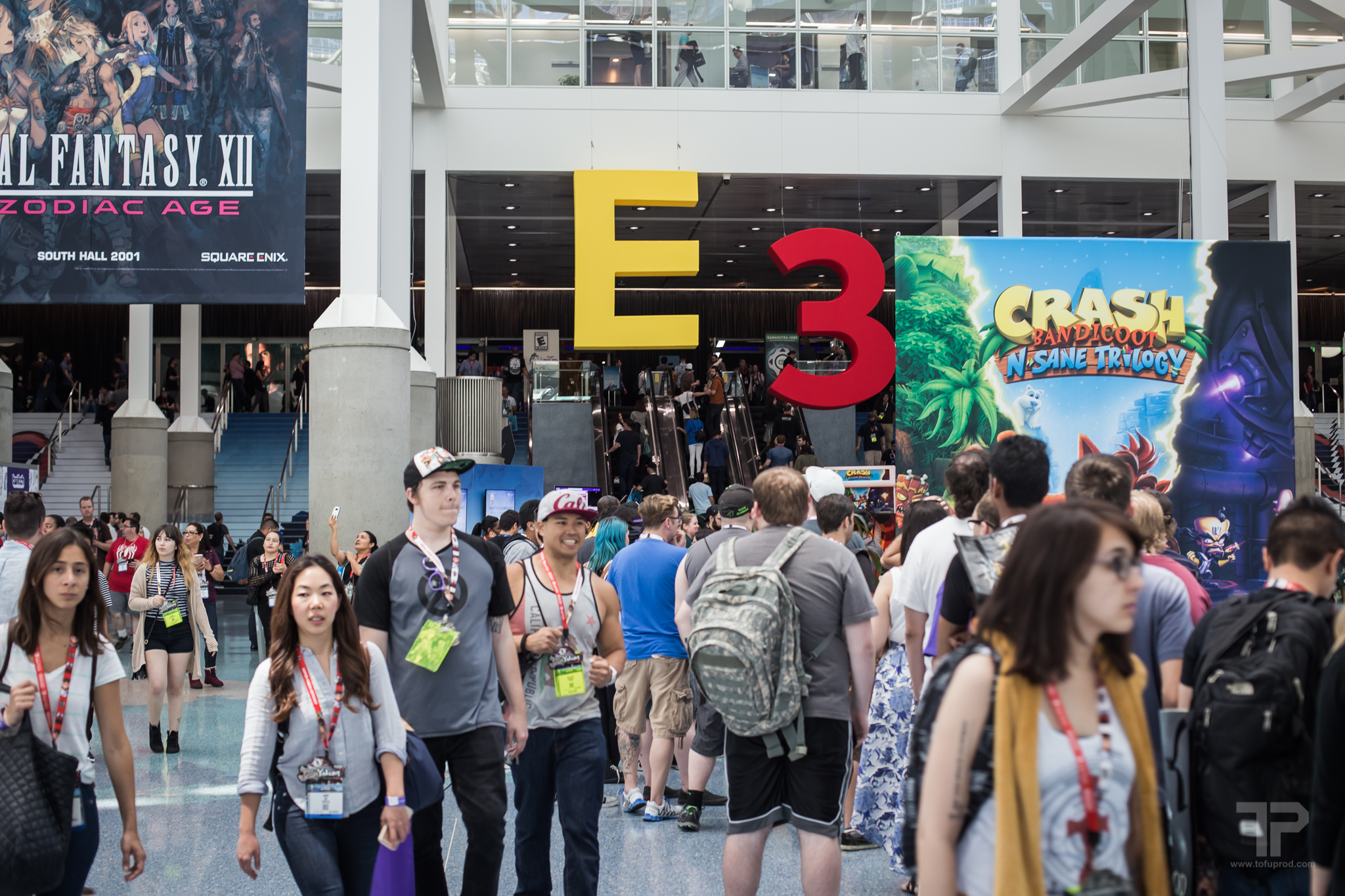
E3 de 2017

A Electronic Entertainment Expo 2017 (E3 2017) foi a 23ª Electronic Entertainment Expo, durante a qual fabricantes de hardware e desenvolvedores de software e editoras da indústria de videogames apresentaram produtos novos e lançados aos participantes, principalmente varejistas e membros da imprensa de videogames. O evento, organizado pela Entertainment Software Association (ESA), aconteceu no Centro de Convenções de Los Angeles de 13 a 15 de junho de 2017. Foi o primeiro E3 a permitir o acesso público ao evento e, como resultado, o público total foi de cerca de 68.400, incluindo 15.000 em ingressos públicos.
O evento ocorreu após o lançamento do Nintendo Switch em março de 2017, e o anúncio da atualização de hardware do Xbox One, o Xbox One X, lançado em novembro de 2017. Como tal, havia pouco do show dedicado ao hardware e principalmente focada em novos títulos em toda a linha, a maioria prevista para ser lançada em 2017 ou 2018. Os eventos afirmaram uma tendência em jogos baseados em realidade virtual ao lado de novas expansões de propriedade intelectual e franquias.

## Formato
A E3 é a principal vitrine de varejo da indústria de videogames para o mercado norte-americano, voltada para varejistas e jornalistas de videogames, com os anúncios e a cobertura amplamente divulgados por meio de sites de jogos on-line e streaming de mídia. Assim como nos eventos anteriores da E3, a E3 2017 começaria com coletivas de imprensa de vários grandes editores nos dias imediatamente anteriores ao evento (11 de junho e 12 de junho), fornecendo detalhes sobre novos jogos e produtos que eles antecipavam para o ano. O evento foi aberto no Centro de Convenções de Los Angeles no dia 13 de junho, permitindo que os participantes passem um tempo no salão de exposições da exposição, onde editores e desenvolvedores terão estandes disponíveis para demonstrar seus novos jogos. Vários editores e desenvolvedores também têm apresentações a portas fechadas para os participantes ou permitem entrevistas privadas ou demonstrações em alguns produtos.
Embora o evento tenha sido tradicionalmente aberto apenas para membros da indústria de videogames e da imprensa, a E3 2017 ofereceu 15.000 passes públicos para o evento, com vendas iniciadas em fevereiro de 2017 e esgotadas até meados de maio. O movimento foi amplamente apoiado por editores e analistas, que vêem a influência das próprias experiências dos jogadores com demonstrações práticas espalhadas pelo boca-a-boca tão valiosas quanto apresentações de mídia e entrevistas. Além disso, a E3 permitia que os expositores vendessem mercadorias, incluindo software, hardware e mercadorias relacionadas, diretamente do pavilhão da feira, desde que pré-registrassem suas intenções e seguissem as regras de venda definidas pela ESA.
A ESA relatou um total de 68.400 participantes para a E3 2017, incluindo os 15.000 bilhetes públicos, em comparação com 50.300 em 2016. O público expandido criou um apinhamento significativo dentro da convenção; a ESA teve que abrir as portas da convenção 15 minutos antes do primeiro dia devido à formação de participantes que criavam um risco de incêndio. Os participantes notaram dificuldades em navegar no andar da exposição e esperar em longas filas para acessar os estandes de demonstração.
Comentaristas sentiram que este E3 apresentou um potencial ponto de virada para eventos futuros. Muitos observaram que as conferências de imprensa tinham muito poucas apresentações ao vivo, apresentadores convidados e demonstrações de jogos, oferecendo, ao invés disso, séries de trailers de jogos e filmagens pré-gravadas. Eles sentiram que isso era em parte para evitar problemas que aconteceram no passado durante as apresentações da E3, e para fornecer uma experiência mais favorável à transmissão e transmissão para aqueles que não participaram do evento. Com os inúmeros passes públicos, as multidões adicionadas dificultaram o acesso aos estandes dos desenvolvedores e editores. Os participantes, tanto da imprensa quanto do público, achavam que nem os organizadores da E3 nem os desenvolvedores e editores presentes no salão de exposição estavam prontos para as grandes multidões, com poucos processos coesos em vigor. Juntamente com a grande presença pública, isso leva o evento a estar mais situado para fãs de jogos ávidos e flâmulas influentes, tornando menos importante a relevância do componente de imprensa no evento; em vez disso, os repórteres de imprensa podem se envolver com editores e desenvolvedores e fora da duração do E3 para obter as mesmas informações que normalmente obteriam na E3. Alguns comentaristas achavam que não era viável construir um E3 para atender a ambos os tipos de público e sugeriram outras opções, como a criação de eventos sequenciais, um dedicado à imprensa, e outros para os jogadores, o que também reduz os custos para os expositores. Ben Kuchera, da Polygon, expressou preocupação com o fato de os eventos da PAX já estarem em vigor para servir como propaganda de marketing de videogames para os fãs, e a E3 não deve tentar replicar a experiência da PAX. Para aliviar algumas dessas preocupações, a ESA anunciou que, para o evento 2018 E3, as salas dos expositores teriam algumas horas exclusivas para os membros da indústria em dois dos dias anteriores à abertura desses eventos aos passes públicos.

## Conferências
Eletronic Arts
A Electronic Arts (EA) realizou uma conferência de imprensa em 10 de junho no Hollywood Palladium, como parte de seu evento independente da EA Play; como em 2016, a EA não estaria presente na própria E3.
A conferência contou com apresentações dos novos títulos A Way Out (que foi desenvolvido por Josef Fares dos Brothers: A Tale of Two Sons fame), Need for Speed Payback e Star Wars Battlefront II. A BioWare também provocou um novo projeto, o Anthem, que foi elaborado durante o evento de imprensa da Microsoft no dia seguinte. A EA também apresentou novas parcelas em suas franquias esportivas, incluindo FIFA 18, Madden NFL 18 e NBA Live 18, além de DLC adicional para Battlefield 1.
Microsoft
A Microsoft realizou sua conferência de imprensa em 2017, no dia 11 de junho, no Galen Centre. Ao contrário das edições anteriores da E3, onde a Microsoft tradicionalmente realizou seu evento na segunda-feira anterior à feira, a empresa mudou sua conferência para domingo, para que seus anúncios não fossem ofuscados por outras conferências tradicionalmente realizadas no mesmo dia, como a Ubisoft e Sony Interactive Entertainment. A Microsoft também desejou recuperar seu título de ter a "primeira" conferência de imprensa da E3, reconhecendo que a Bethesda também começou a realizar eventos de imprensa da E3 no domingo. A conferência foi transmitida em 4K no Mixer.
A Microsoft apresentou oficialmente o Xbox One X (lançado em 2016 sob o codinome "Project Scorpio"), um modelo de alta qualidade da família Xbox One, otimizado para jogos 4K de alta definição. 42 jogos foram cobertos no total, com 20 títulos exclusivos para o Xbox One. Entre seus jogos de primeira linha estavam Crackdown 3, Forza Motorsport 7, Ori e o Will of the Wisps, Sea of Thieves e State of Decay 2. Como parte de sua revelação com o Forza Motorsport 7, a Microsoft anunciou uma parceria com a Porsche para a série de videogames e estreou o novo carro 911 GT2 RS da Porsche durante a conferência. A Microsoft anunciou que estenderia seu atual programa de compatibilidade com versões anteriores para estender aos jogos originais do Xbox.
Bethesda
A Bethesda Softworks realizou uma apresentação E3 em 11 de junho. Títulos de realidade virtual baseados em Doom e Fallout 4 foram anunciados. Novos conteúdos para The Elder Scrolls Online e The Elder Scrolls: Legends foram anunciados, junto com as sequelas Dishonored: Death of the Outsider, The Evil Within 2 e Wolfenstein II: The New Colossus. Amiibo compatível para a versão Nintendo Switch do The Elder Scrolls V: Skyrim foi anunciado, também, incluindo suporte para alguns The Legend of Zelda: Breath of the Wild Amiibo. A empresa também anunciou seu "Creation Club", um sistema para o conteúdo gerado por usuários a ser fornecido aos jogadores por uma taxa em computadores pessoais, PlayStation 4 e Xbox One para expandir Skyrim e Fallout 4.
Sony
A Sony Interactive Entertainment organizou sua conferência de imprensa em 12 de junho no Shrine Auditorium;  além de transmissão on-line, ofereceu novamente o "PlayStation E3 Experience" e transmitiu simultaneamente a conferência para vários cinemas. A apresentação se concentrou principalmente em títulos de software, incluindo os jogos primários da Sony, God of War, Days Gone, Uncharted: The Lost Legacy, Gran Turismo Sport, Detroit: Become Human, Horizon Zero Dawn: The Frozen Wilds e Spider-Man da Marvel. Vários jogos de PlayStation VR foram anunciados, incluindo The Inpatient, Star Child, Bravo Team e Moss. Eles anunciaram um remake do título do PlayStation 2, Shadow of the Colossus. Além disso, a Sony apresentou títulos de terceiros, incluindo Monster Hunter: World e Marvel vs. Capcom: Infinite da Capcom, e Destiny 2 da Activision e Call of Duty: WWII.
Além disso, a Sony transmitiu os eventos "PlayStation Live da E3 2017" nos três dias restantes da convenção.
Nintendo
A Nintendo transmitiu uma apresentação pré-gravada da Nintendo Spotlight em 13 de junho; A Nintendo exibiu trailers novos e estendidos para Fire Emblem Warriors, Super Mario Odyssey e Xenoblade Chronicles 2, além de novas entradas sem título nas franquias Kirby e Yoshi para Nintendo Switch. Também foi anunciado que Metroid Prime 4 e um novo jogo "core" na franquia Pokémon estavam em desenvolvimento para o Switch, e que Rocket League também estava sendo portado para Switch com multiplayer multi-plataforma com PCs e plataformas de console suportadas e exclusivos artigos temáticos. Durante uma transmissão do Nintendo Treehouse Live que acompanhou a apresentação, a Nintendo também revelou remakes de Metroid II: Return of Samus (intitulado Metroid: Samus Returns) e Mario & Luigi: Superstar Saga (Mario & Luigi: Superstar Saga + Bowser Minions) para Nintendo 3DS, e apresentou uma demo estendida de Super Mario Odyssey. Em 14 de junho, a Nintendo divulgou mais um novo título do Nintendo 3DS e do Nintendo Switch, Sushi Striker: The Way of Sushido.